# Alfonso Pérez Muñoz
Alfonso Pérez Muñoz, genannt Alfonso, (* 27. September 1972 in Getafe) ist ein ehemaliger spanischer Fußballspieler. Der Stürmer war in seiner Karriere sowohl für Real Madrid als auch für den FC Barcelona aktiv.

## Leben
Alfonso wurde in Getafe, einem Vorort von Madrid, geboren. Am Anfang seiner Profi-Karriere spielte er bei Real Madrid, wo er den legendären Emilio Butragueño als Stammstürmer ablöste. 1992 gehörte er zur spanischen Olympiaauswahl, die bei den Olympischen Sommerspielen in Barcelona die Goldmedaille gewann. Bei Real Madrid gelang Alfonso dennoch nicht der richtige Durchbruch, weshalb er 1995 zu Betis Sevilla wechselte.
1997 wurde er mit 25 Treffern zweitbester Torschütze der spanischen Primera División hinter Ronaldo. 1998 wurde er zu Spaniens Fußballer des Jahres gewählt. Zu dieser Zeit wurde er als einer der besten Stürmer Europas gehandelt. Doch wurde er in den folgenden Saisons durch viele Verletzungspausen zurückgeworfen.
Bei der EM 2000 brachte er Spanien mit zwei Toren im letzten Gruppenspiel gegen Jugoslawien ins Viertelfinale. Dabei erzielte er auch den entscheidenden Treffer in der 96. Minute zum 4:3.
In Folge schied die spanische Nationalmannschaft allerdings in einem dramatischen Match gegen Frankreich im Viertelfinale aus, nachdem Teamkapitän Raúl kurz vor Schluss einen Elfmeter vergeben hatte.
Nach der EM wurde er vom FC Barcelona verpflichtet, wo er sich nicht durchsetzen konnte. Er wurde daraufhin zum französischen Verein Olympique Marseille ausgeliehen. Nach Ende der Leihgabe ging er zurück zu Betis Sevilla. In der Saison 2003/04 schoss er noch einmal 9 Tore. In der darauffolgenden Saison spielte er nur noch 100 Minuten. Am Ende seiner Karriere durfte er als Anerkennung vom Club, nach dem Pokalsieg, als erstes den Copa del Rey in die Luft halten. Alfonso bestritt 38 Spiele für die spanische Fußballnationalmannschaft und erzielte dabei 11 Tore.
Eine Kuriosität in Verbindung mit ihm ist, dass der spanische Klub FC Getafe sein Stadion noch zu aktiven Zeiten des Fußballers nach ihm benannte. Alfonso hatte also das Privileg selbst im Coliseum Alfonso Pérez zu spielen. Nach als sexistisch empfundenen Äußerungen Pérez’ wurde der Stadionname im Oktober 2023 geändert.
Im Sommer 2005 beendete er seine Karriere.

## Erfolge
Verein:
- Spanischer Meister: 1995
- Spanischer Pokalsieger: 1993, 2005
- Spanischer Superpokalsieger: 1993

Nationalmannschaft:
- Fußballolympiasieger: 1992
- WM-Teilnahme: 1998 (2 Einsätze)
- EM-Teilnahme: 1996 (4 Einsätze, 1 Tor), 2000 (4 Einsätze, 2 Tore)

Individuell:
- Fußballer des Jahres in Spanien: 1998

## Sonstiges
Sein jüngerer Bruder Iván absolvierte ebenso die Jugendschule Real Madrids und wurde nach einer Finalniederlage gegen die DFB-Elf 1992 U-16-Vizeeuropameister. Bei Betis Sevilla spielten beide für zwei Saisons gemeinsam in einem Team.